# Escut i bandera de la Vall d'Uixó
L'escut i la bandera de la Vall d'Uixó són els símbols representatius del municipi valencià de la Vall d'Uixó (la Plana Baixa).

## Escut oficial
L'escut oficial de la Vall d'Uixó té el seguen blasonament:
| « | Escut quadrilong de punta redona. En camp d'atzur, una torre d'argent, somada d'un sol d'or. Al timbre, corona reial oberta. | » |

## Bandera
La bandera oficial de la Vall d'Uixó té la següent descripció:
| « | Bandera de proporcions 2:3. En camp d'atzur, dues torres d'argent i dos sols d'or, de forma creuada, la primera i més propera a l'asta el sol en la part superior i la torre en la inferior, i en la més allunyada, la torre en la part superior i el sol en la inferior. | » |

## Història
L'escut fou aprovat per Resolució de 26 d'octubre de 2000, del conseller de Justícia i Administracions Públiques, publicada en el DOGV núm. 3.879, del 16 de novembre de 2000.
La bandera fou aprovada per Resolució de 2 de novembre de 2000, del conseller de Justícia i Administracions Públiques, publicada en el DOGV núm. 3.884, de 23 de novembre de 2000.
Es tracta de l'escut d'ús immemorial de la població.

Recreació del segell de l'Ajuntament de la Vall d'Uixó de 1849.

En l'Arxiu Històric Nacional es conserven dos segells des de 1876. Un és de l'Ajuntament, porta l'escut tradicional de la població i la llegenda «AYUNTAMTO. CONSTL. DE VALL DE UXÓ». L'altre és de l'alcaldia, porta l'escut d'Espanya però amb només les armes de Castella i Lleó i Granada i l'escussó borbònic; té la llegenda «ALCALDIA CONSTITUCIONAL DE VALL DE UXÓ». El primer segell va acompanyat de la següent descripció:
| «                                                                                               | (castellà) Nota: Este sello lo usa el Ayuntamiento desde el año 1849, que por Real orden se mandó establecieran el suyo todas las corporaciones municipales. De los antecedentes que se han adquirido resulta: que en este término a la parte de Levante en la cumbre de una elevada montaña existe un antiquísimo castillo en el cual refleja el sol en el primer momento de su salida, por lo que se dice que este pueblo se llamaba Valle del Sol y cuando la ocupación de los árabes, como la palabra sol en lengua árabe significa uxó, parece sea el origen del tema de dicho sello, que continúa usándose. | (català) Nota: Aquest segell el fa servir l'Ajuntament des de l'any 1849 que, per ordre reial es manà establessin el seu totes les corporacions municipals. Dels antecedents que s'han adquirit resulta que: en aquest terme, a la part de Llevant, en el cim d'una elevada muntanya existeix un antic castell en el qual es reflecteix el sol en el primer moment d'eixida, per la qual cosa es diu que a aquest poble li deien Vall del Sol; i quan l'ocupació dels àrabs, com la paraula sol en llengua àrab significa uxó, sembla l'origen del tema d'aquest segell, que es continua utilitzant. | » |
| — Vall de Uxó, 28 setiembre 1879. Es copia. El Alcalde: Joaquín Bueso (Arxiu Històric Nacional) | | |   |